# Porco Rosso – A mesterpilóta
A Porco Rosso – A mesterpilóta (紅の豚; Kurenai no buta) 1992-ben bemutatott japán animációs romantikus fantasy kalandfilm, amely Mijazaki Hajao kifejezetten felnőtteknek készített alkotása. Többek szerint Mijazaki e filmje nem olyan összetett, mint más meséi, ugyanakkor a lelőtt pilóták mennyország felé tartó hadát például az egyik legkiemelkedőbb képsorának tartják.[forrás?] A zenéjét Hiszaisi Dzsó szerezte, a producere Szuzuki Tosio. A Studio Ghibli készítette, a Toho forgalmazta. Japánban 1992. július 18-án mutatták be.

## Cselekmény
A történet az I. világháború után az Adrián játszódik. Az Adria felett nyüzsgő légi kalózok ártatlan utasszállító hajókat fosztogatnak. A kalózok hírhedt ellensége Porco Rosso, akit csak úgy ismer a világ, hogy a Vörös Disznó. Egy végzetes összecsapás egyedüli túlélőjeként nézte végig társai tragikus halálát és egy titokzatos esemény következtében változott disznóvá.
Szívét a szerelem is eléri amiért meg kell küzdenie és komoly vetélytársa is akad.

## Szereplők
| Szereplő                        | Japán hang                          | Angol hang                                            | Magyar hang     |
| ------------------------------- | ----------------------------------- | ----------------------------------------------------- | --------------- |
| Porco Rosso / Marco Pagot       | Morijama Súicsiró                   | Michael Keaton                                        | Jakab Csaba     |
| Madame Gina                     | Kato Tokiko                         | Susan Egan                                            | Kovács Nóra     |
| Fio Piccolo                     | Okamura Akemi                       | Kimberly Williams-Paisley                             | Soltész Bözse   |
| Donald Curtis                   | Ócuka Akio                          | Cary Elwes                                            | Kárpáti Levente |
| Paolo Piccolo                   | Kacura Szansi                       | David Ogden Stiers                                    | Botár Endre     |
| A Mamma Aiuto banda vezére      | Kamidzsó Cunehiko                   | Brad Garrett                                          | Végh Péter      |
| A Mamma Aiuto banda többi tagja | Nomoto Reizó Szaka Oszamu Simaka Jú | Bill Fagerbakke Kevin Michael Richardson Frank Welker |                 |
| Nagyi                           | Szeki Hiroko                        |                                                       | Várnagy Katalin |

## Megjelenések

### Magyarország
Magyarországon egy tizenkét részes Studio Ghibli-sorozat tagjaként a Best Hollywood adta ki DVD-n 2007. október 31-én. A DVD magyar, japán és angol szinkron mellett magyar és angol feliratot tartalmaz. Televízióban elsőként az m2 tűzte műsorára, először 2008. május 10-én, majd a Film+, a Film+ 2 és a Digi Film is levetítette.

## Fogadtatás

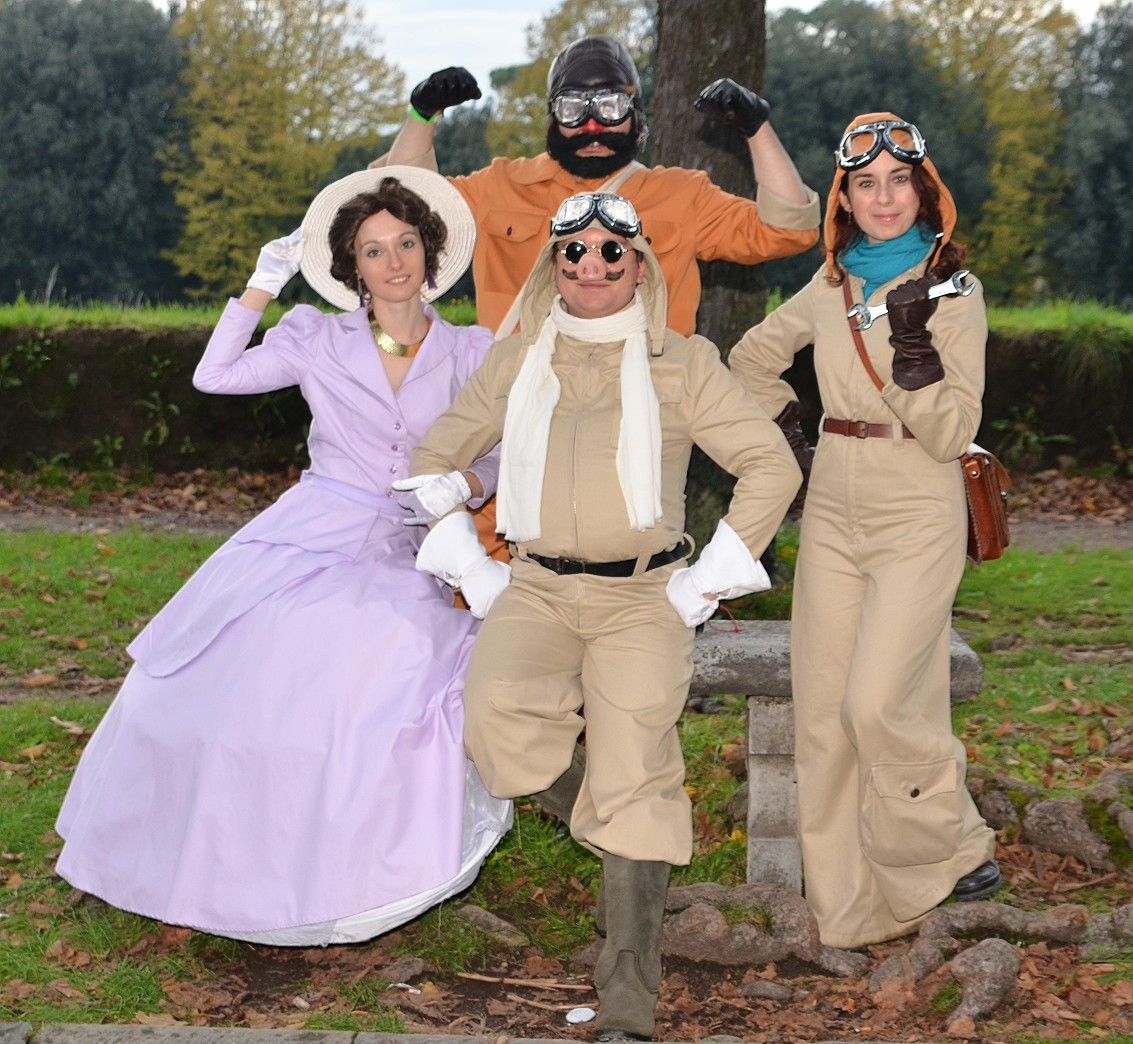
A film szereplőinek öltözött cosplayesek a 2012-es Lucca Comicson

A Porco Rosso 1992-ben a legjövedelmezőbb film volt a japán piacon, 2,8 milliárd jen bevételt hozott. Az 1993-as Annecy International Animated Film Festivalon a Játékfilm-díjjal (Prix du long métrage) jutalmazták.
A Porco Rosso a 133. helyet szerezte meg minden idők 150 legjobb animációs filmjét és sorozatát tartalmazó listáján, amelyet a 2003-as Tokiói Laputa Animációs Fesztiválra készítettek el egy nemzetközi szintű felmérés során, 140 animációs művész és kritikus megkérdezésével. A Time Out munkatársai a 68. helyre sorolták a filmet a 100 legjobb animációs filmet tartalmazó listájukon.